# Mohammed Abdellaoue
Mohammed Abdellaoue (Oslo, 23 oktober 1985) is een Noorse voormalig voetballer van Marokkaanse afkomst. In 2008 debuteerde hij in het Noors voetbalelftal. Zijn jongere broer Mostafa Abdellaoue is eveneens betaald voetballer.

## Carrière

### Jeugd
Als jeugdspeler speelde Abdellaoue bij Hasle-Løren en Skeid. In totaal speelde hij 86 wedstrijden bij Skeid, waarin hij 42 keer scoorde. Tussen 2004 en 2007 speelde hij 6 duels voor het Noorse onder-18 team, 1 wedstrijd voor het Noorse onder-19 team en 1 wedstrijd voor het Noorse onder-21 team.

### Vålerenga
Aan het einde van het seizoen 2006-2007 tekende Abdellaoue een driejarig contract bij Vålerenga. Tijdens zijn eerste seizoen scoorde hij 9 keer in 23 wedstrijden. Ook maakte hij zijn debuut voor het Noorse nationale elftal. In 2008 scoorde Abdellaoue ook zeven keer in de strijd om de Noorse voetbalbeker, waaronder twee in de finale. In deze eindstrijd won Vålerenga met 4-1 van Stabæk.

### Hannover 96
Op 17 augustus 2010 bereikte Vålerenga en Hannover 96 een overeenkomst. Zijn debuut maakte hij tegen Eintracht Frankfurt op 21 augustus 2010. Zijn eerste doelpunt maakte hij tegen Schalke in de 2-1-overwinning in Gelschenkirchen.

### VfB Stuttgart
Op 11 juni 2013 werd bekendgemaakt dat Mohammed Abdellaoue een vierjarig contract met VfB Stuttgart overeenkwam, dat vanaf het seizoen 2013-2014 ingaat.

### Vålerenga 2
In 2015 keerde hij terug bij Vålerenga. In december 2017 moest Abdellaoue zijn carrière beëindigen vanwege aanhoudende knieproblemen.

## Erelijst
Vålerenga
- Noorse beker

2008
- Kniksenprijs

2011